# Ангрия (регион)
Ангрия (или Ангария; нем. Angria) — историческая область в современных немецких землях Нижняя Саксония и Северный Рейн-Вестфалия. Хронист Видукинд Корвейский в своих «Деяниях саксов» обозначил её как центральную область средневекового герцогства Саксония, лежавшую вдоль среднего течения реки Везер между Вестфалией и Остфалией. Её название произошло от германского племени ангривариев, присоединившегося к саксонской племенной конфедерации и жившего вблизи города Минден, ставшего епископством в 803 году. 
Земли ангривариев были завоёваны Карлом Великим во время Саксонских войн; согласно «Анналам королевства франков», ангрийские военачальники заключили отдельное мирное соглашение с империей Каролингов близ Бюккебурга в 775 году.
В 1180 году император Священной Римской империи Фридрих I Барбаросса сверг герцога Саксонии Генриха Льва и разделил герцогство на две части с помощью так называемой хартии Гельнхаузена. Герцогство Вестфалия было предоставлено Кёльнскому курфюршеству, в то время как Ангрия была передана Бернхарду III Ангальтскому, использовавшему саксонский герцогский титул. После этого название Ангрия устарело. В XIII веке центральная область на Везере стала ядром графства Хойя, в 1582 году унаследованного домом Брауншвейг-Люнебург.